# Rörflotjärnen, Hälsingland
Rörflotjärnen är en sjö i Härjedalens kommun i Hälsingland och ingår i Ljungans huvudavrinningsområde.